# Paraiulus aztecus
Paraiulus aztecus är en mångfotingart som beskrevs av Pocock 1903. Paraiulus aztecus ingår i släktet Paraiulus och familjen Parajulidae. Inga underarter finns listade i Catalogue of Life.